# Spindle Geyser
De Spindle Geyser is een geiser in het Lower Geyser Basin dat onderdeel uitmaakt van het Nationaal Park Yellowstone in de Verenigde Staten. De geiser maakt deel uit van de White Creek Group, waar onder andere de A-0 Geyser deel van uitmaakt.
De erupties duren maar enkele seconden en vinden om de 1 tot 3 minuten plaats. De hoogte van de erupties zijn vaak minimaal en bereiken maar een hoogte tot maximaal een meter. Voor 1985 had de Spindle Geyser nog erupties tot 3 meter hoogte.